# Magnateria w Polsce

Posiadłości ziemskie polskich rodów magnackich w XVI-XVII wieku

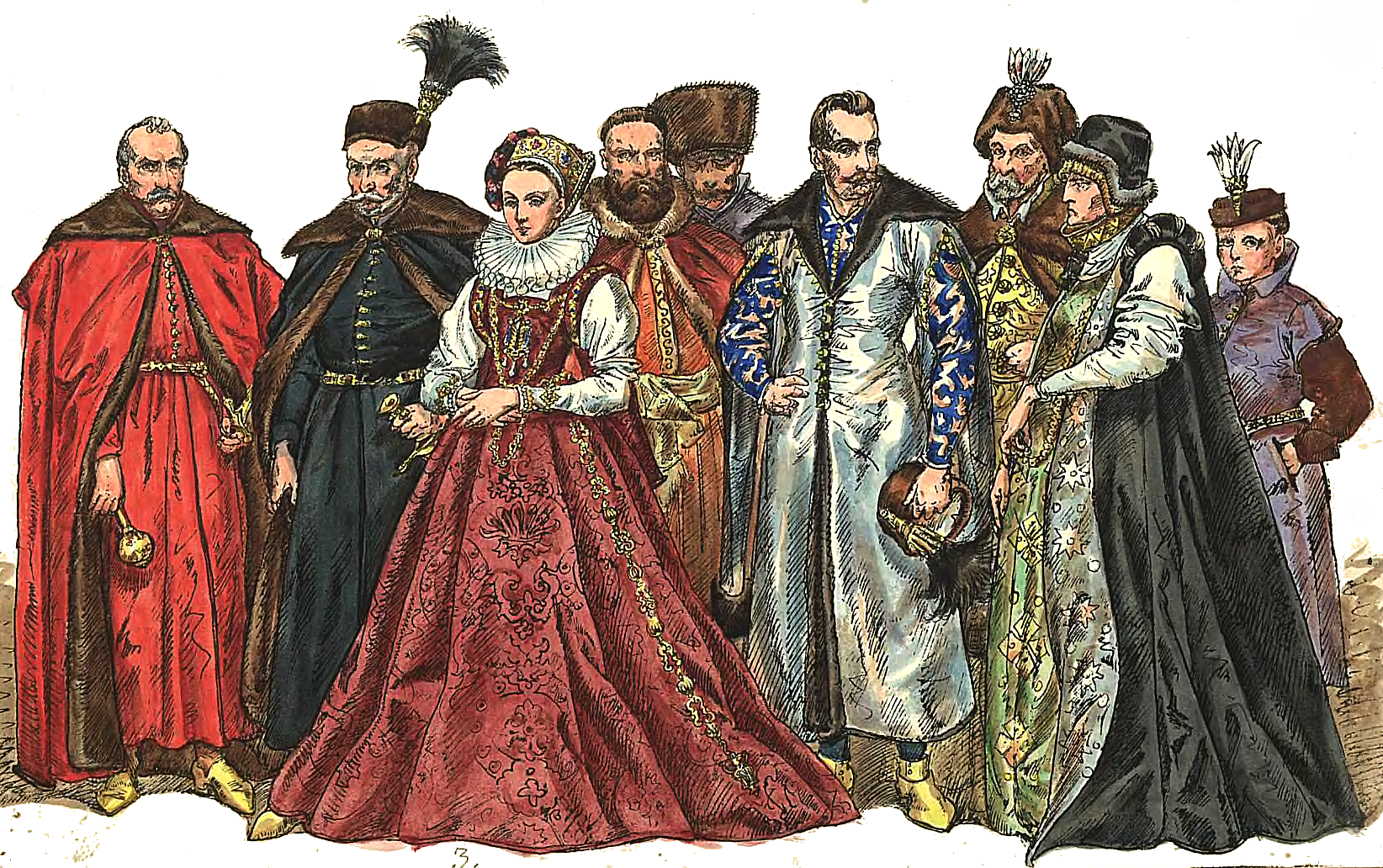
Magnaci polscy 1576–1586

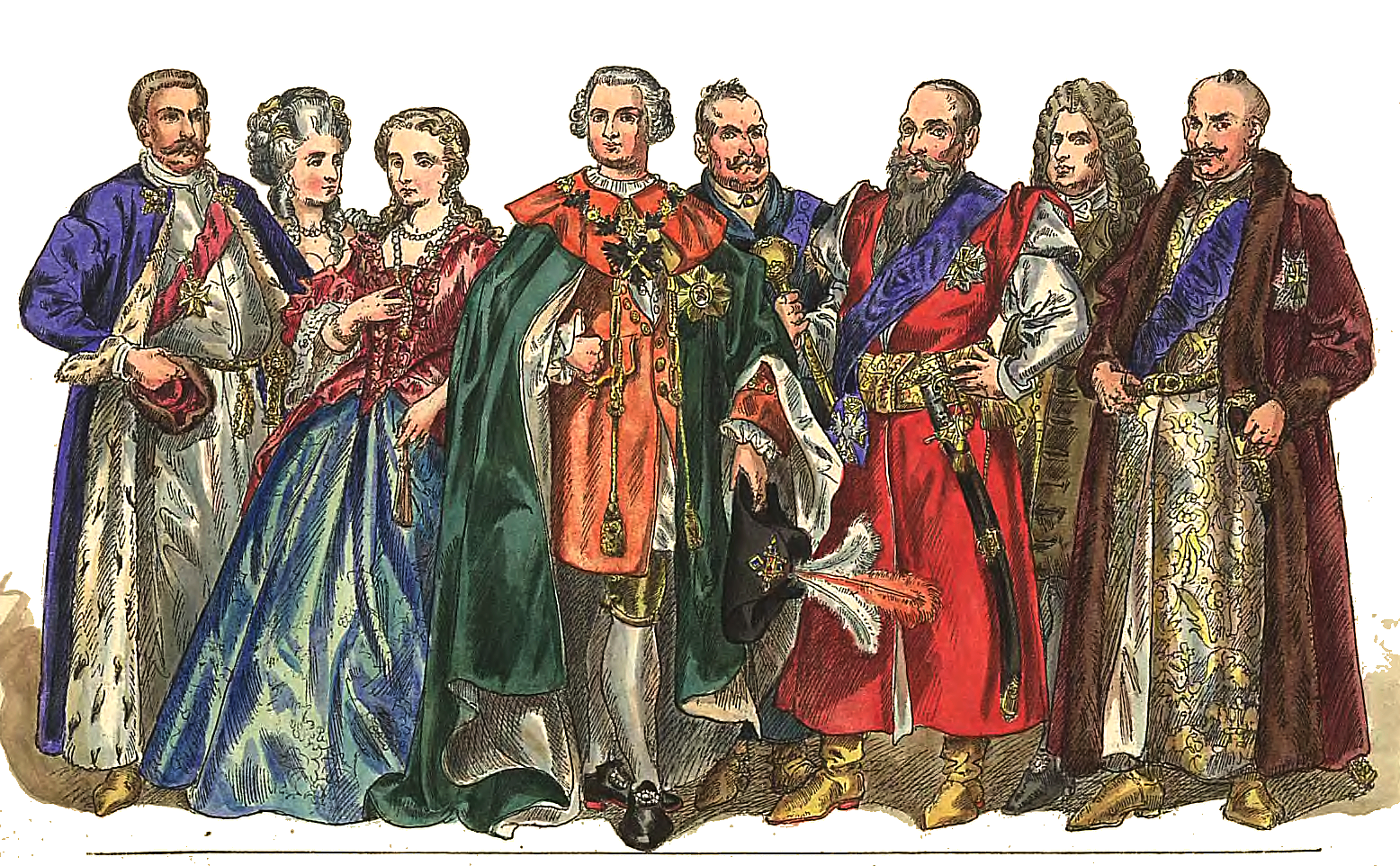
Magnaci polscy 1697–1795

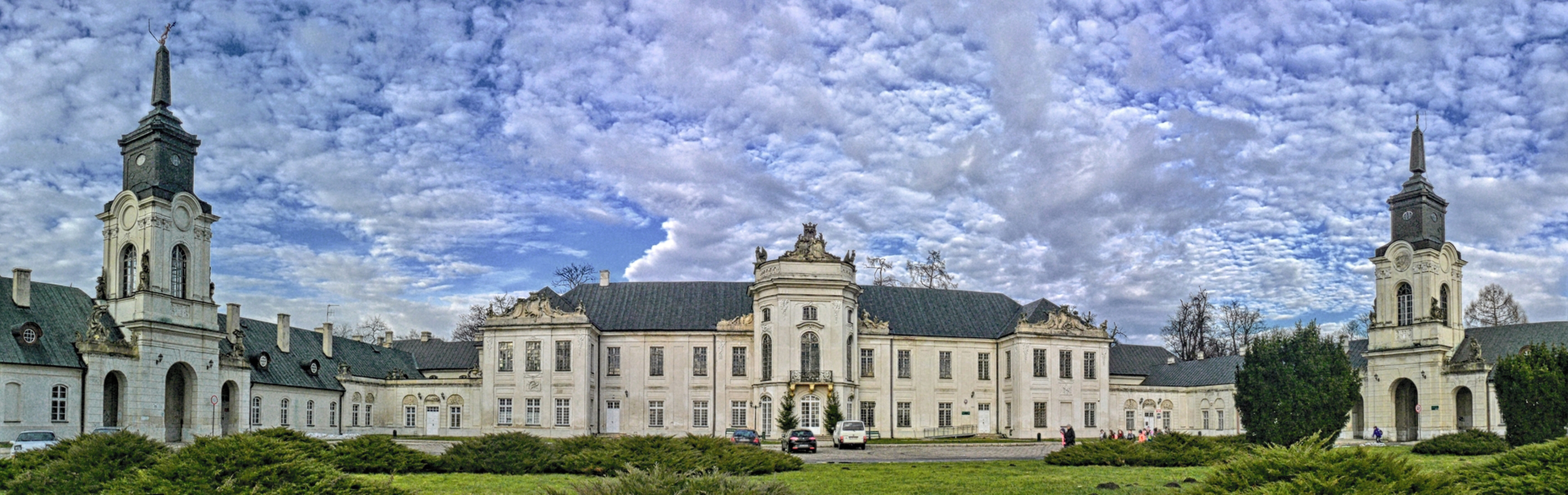
Pałac w Radzyniu Podlaskim Potockich herbu Pilawa, przykład rezydencji magnackiej

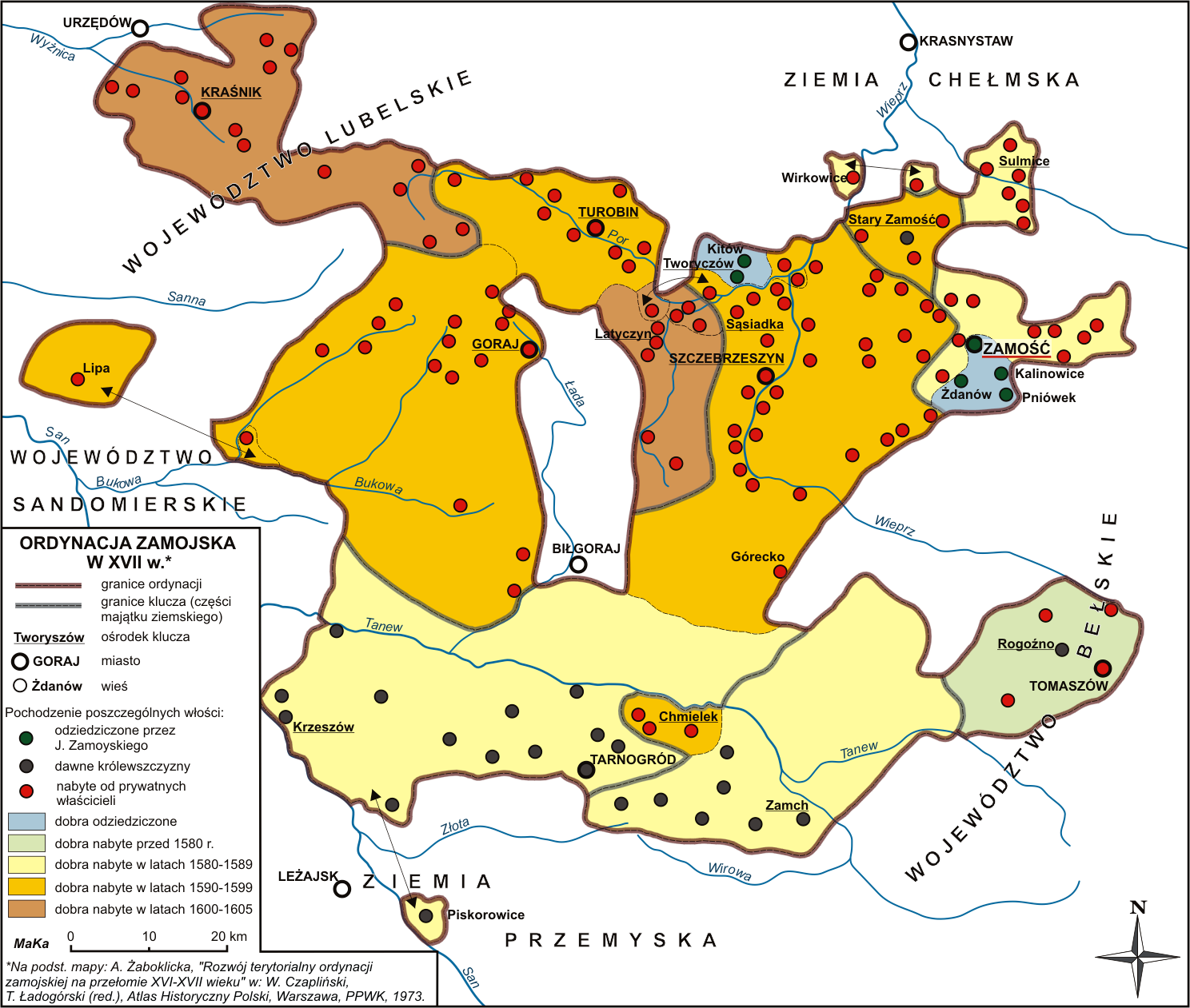
mapa zasięgu magnackiej Ordynacji Zamojskiej na początku XVII wieku

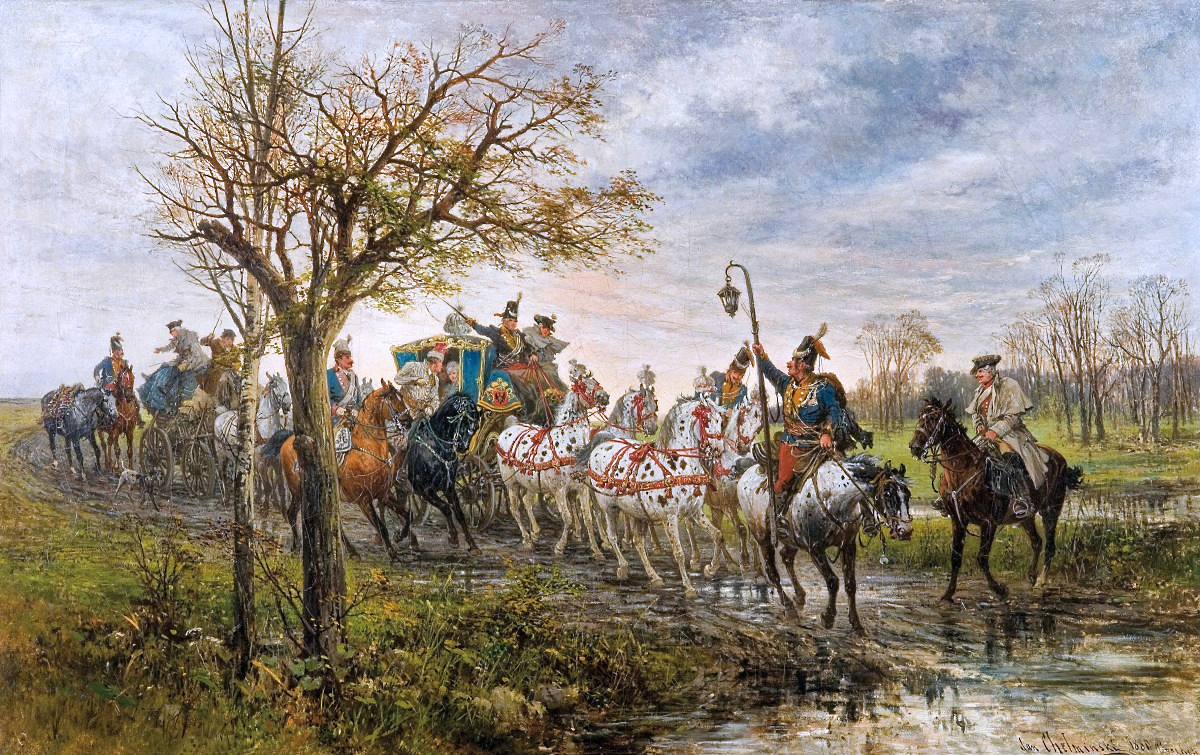
Dwór polskiego magnata w podróży w czasie panowania Augusta III

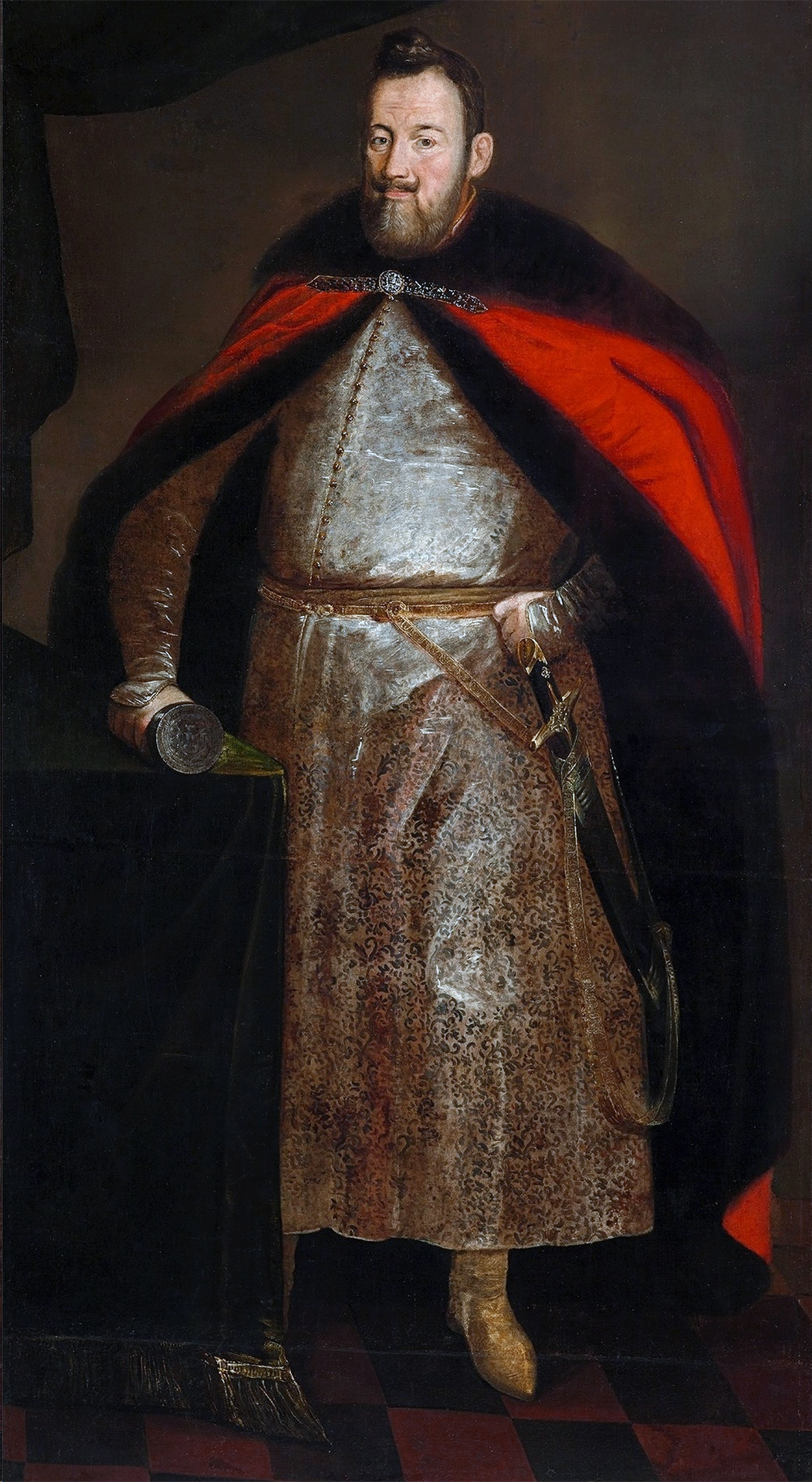
Jerzy Ossoliński, portret Peetera Danckersa de Rij po 1643 roku

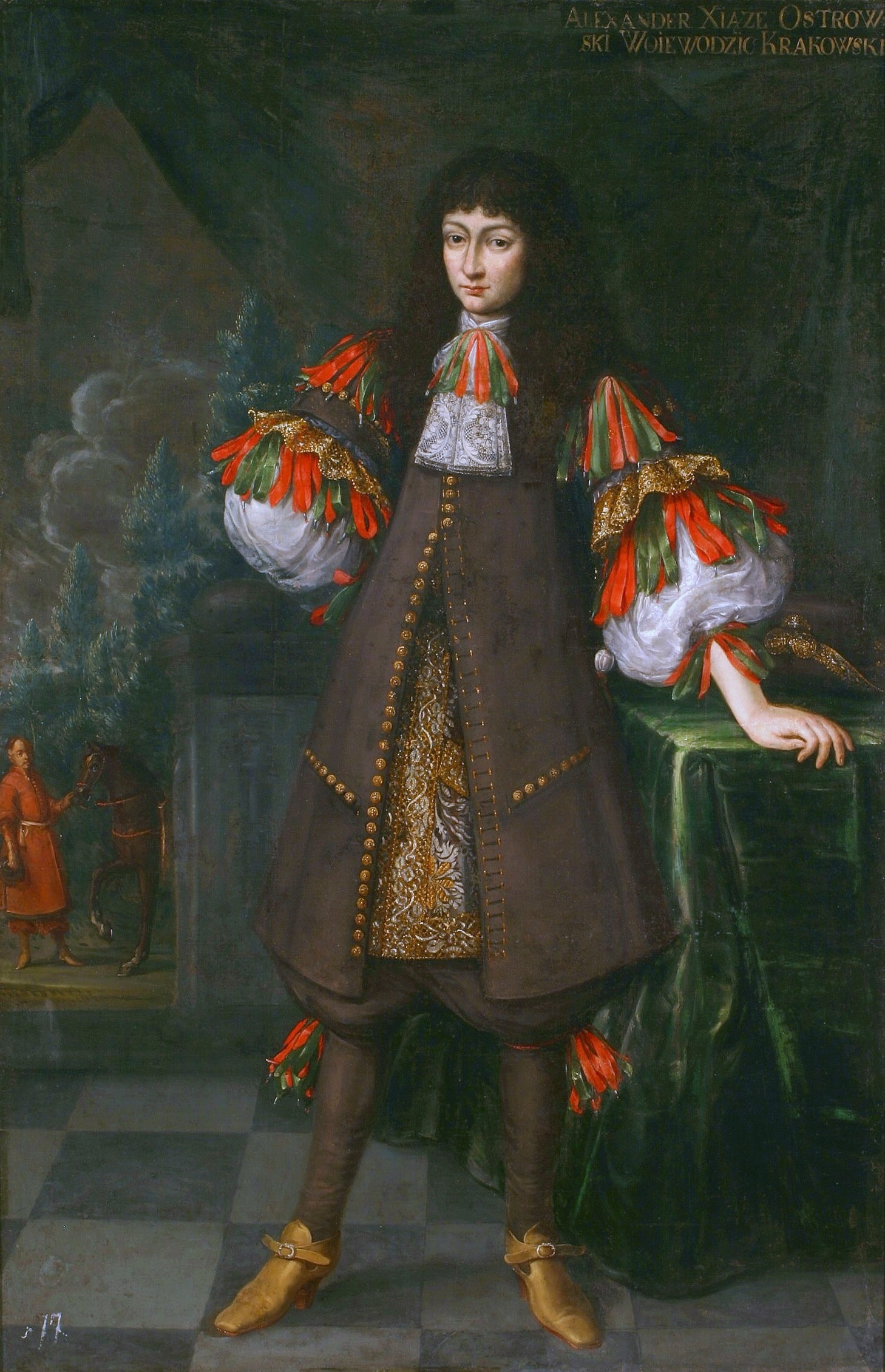
Aleksander Janusz Zasławski, był dziedzicem jednej z największych fortun magnackich w Rzeczypospolitej

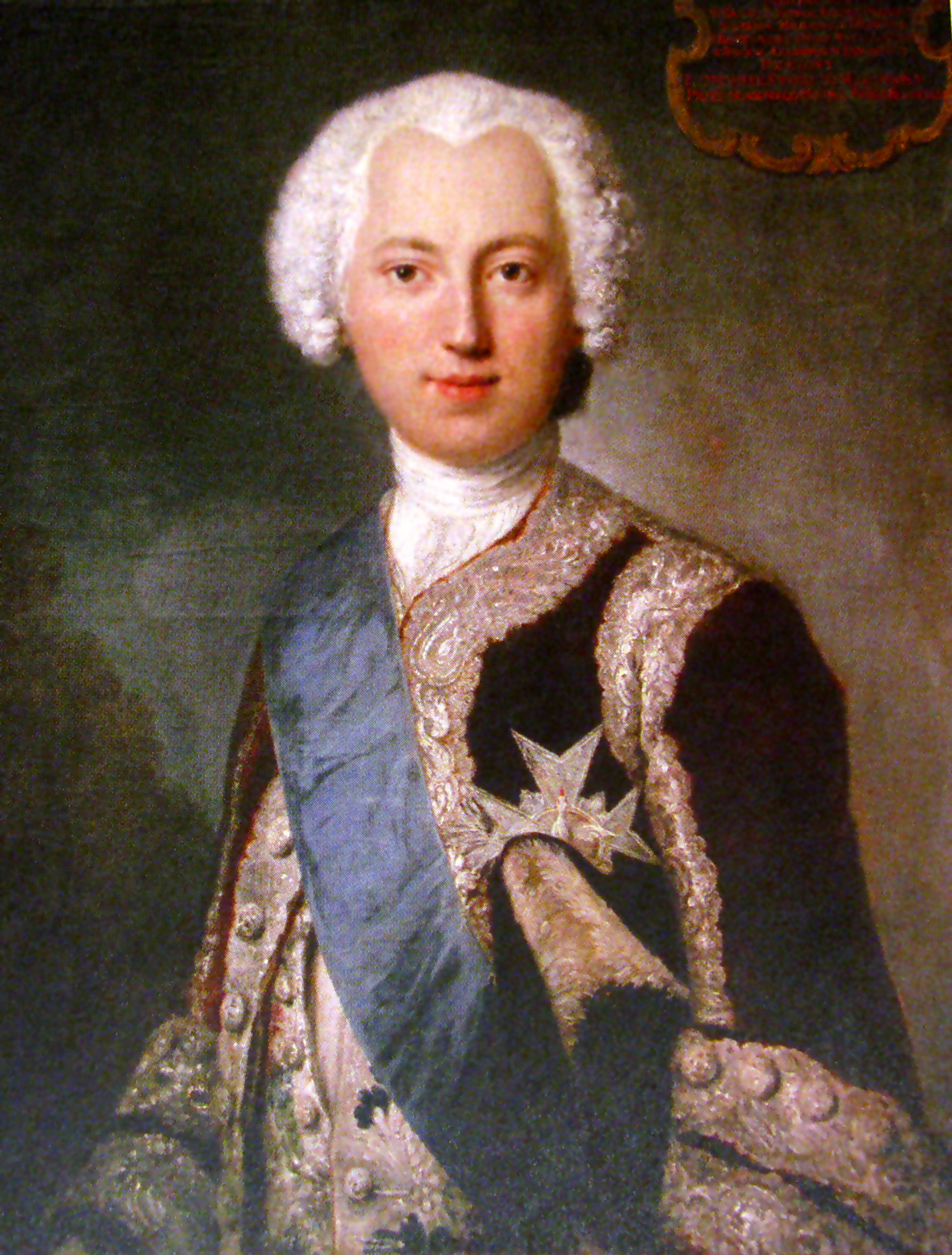
Książę Józef Aleksander Jabłonowski, historyk, bibliograf, mecenas sztuki, założyciel Towarzystwa Naukowego Jabłonowskich w Lipsku

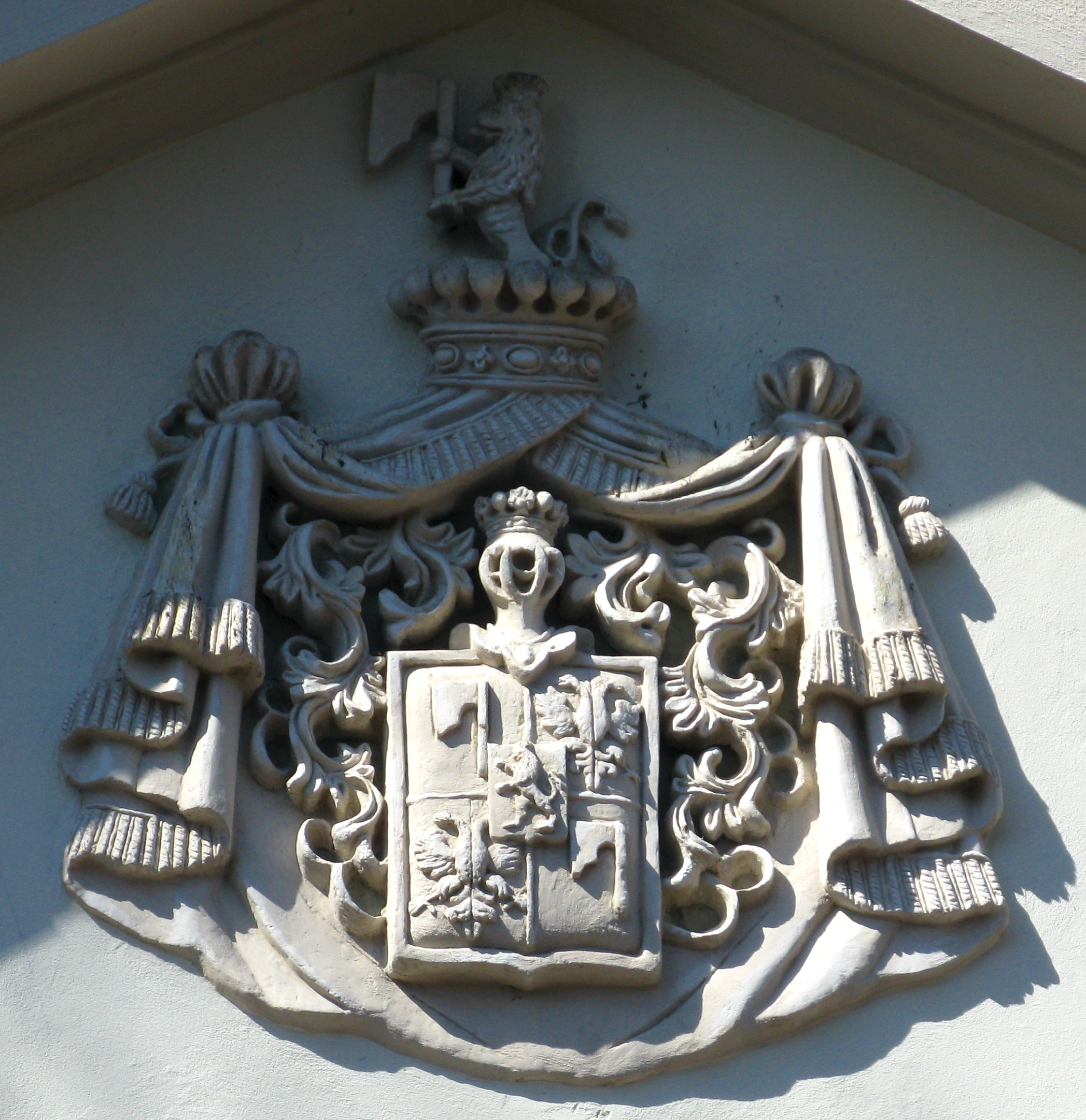
Kartusz herbowy Ossolińskich herbu Topór przy kościele św. Antoniego z Padwy w Warszawie, przykład magnackiego herbu złożonego

Magnateria polska – najwyższa warstwa szlachty w Rzeczypospolitej Korony Królestwa Polskiego i Wielkiego Księstwa Litewskiego.
Materialna kultura magnatów i ich obyczajowość sięgała najwyższego ówczesnego poziomu europejskiego, a osobliwości tej kultury w relacjach odwiedzających Polskę
cudzoziemców nie uchodziły ani za prowincjonalizm, ani, tym bardziej, za barbaryzację.
Magnateria była elitą różną od możnowładztwa. Od czasu sejmów egzekucyjnych, w ostatniej ćwierci XVI wieku zaczęła formować się nowa grupa społeczna czyli Engene. Wchodziły do niej najbardziej aktywne jednostki ze szlachty, niewielka część dawnych możnowładczych rodów koronnych oraz wielu przedstawicieli najpotężniejszych rodów litewsko-ruskich. Magnateria nie tworzyła prawnie ograniczonej, zamkniętej warstwy. Przez cały XVII i XVIII wiek najbardziej ambitne jednostki szlacheckie przebijają bariery dzielące magnaterię i szlachtę. Najistotniejsze kryteria przynależności do magnaterii stanowią: posiadany majątek, dzierżone królewszczyzny, istniejące koligacje, sprawowane urzędy, określony tryb życia – utrzymywanie dworu i siły zbrojnej.
Przedstawiciele rodów magnackich sprawowali najbardziej prestiżowe godności i urzędy, co w oparciu o majątek osobisty i wpływy ich rodzin dawało im rzeczywistą władzę.
Wobec silnego zróżnicowania majątkowego i społecznego, fikcją stawała się głoszona ideologia równości szlacheckiej. Szlachta usiłowała jednak przestrzegać pozorów równości, wyrażając swą niechęć do nadanych dziedzicznych tytułów rodowych. Akceptowane były tytuły książęce starych dynastii litewskich i ruskich, podejrzliwie odnoszono się do tytułów książęcych i hrabiowskich nadanych przez cesarzy stronnikom habsburskim. W 1547 dziedzicznymi książętami zostali Radziwiłłowie herbu Trąby, a hrabiami w 1527 roku Tęczyńscy herbu Topór i w 1538 roku Górkowie herbu Łodzia. W XVII wieku tytuły książęce uzyskali Lubomirscy herbu Szreniawa bez Krzyża i Ossolińscy herbu Topór. W 1638 roku pod naciskiem szlachty uchwalono konstytucję sejmową, która zakazała używania tytułów rodowych z nadania. W XVIII wieku uznano tytuły książęce Poniatowskich herbu Ciołek, Sułkowskich herbu Sulima, Massalskich herbu własnego, Sapiehów herbu Lis i Ponińskich herbu Łodzia.

## Geneza
Od czasów sejmów egzekucyjnych, w ostatniej ćwierci XVI wieku zaczęła się formować nowa grupa społeczna, w skład której wchodziły najbardziej aktywne jednostki ze szlachty, niewielka część dawnych możnowładczych rodów koronnych oraz wielu przedstawicieli najpotężniejszych rodów litewsko-ruskich.
Magnateria powstała prawdopodobnie w wyniku kumulacji i skupowania dóbr ziemskich. Pożyczając na oprocentowany kredyt od szlachty środki finansowe na wykup posiadłości ziemskich, wiązała się tym samym ze swoimi wierzycielami, co umożliwiało przenikanie do stanu magnackiego bogatych i przedsiębiorczych przedstawicieli stanu szlacheckiego. Posiadanie rozległych dóbr ziemskich prowadziło do sprawowania urzędów senatorskich i udziału w dochodach państwa poprzez dzierżawę starostw.
Magnaci wiązali się także węzłami rodzinnymi ze szlacheckimi przywódcami wojskowymi i politycznymi. Tą drogą do magnaterii weszły rody Zamoyskich, Koniecpolskich i Ossolińskich, przedstawiciele których obejmowali urzędy senatorskie.

## Kryteria przynależności
Warunkiem należenia do tej warstwy było posiadanie rozległych dóbr ziemskich (latyfundiów), konsolidację których rody magnackie utrwalały poprzez ustanawianie ordynacji rodowej. Za magnaterię uważa się rody, które wchodziły w koligacje z innymi rodzinami magnackimi, wywierały wpływ polityczny przynajmniej o zasięgu lokalnym, utrzymywały własne wojska nadworne. Kryteria te były w znaczący sposób zróżnicowane w odniesieniu do rodów zamieszkujących różne dzielnice Rzeczypospolitej. Fortuny magnackie w Wielkopolsce były mniejsze niż na Ukrainie i Litwie, a w Prusach Królewskich rody magnackie opierały się na królewszczyznach.

## Wykształcenie
Młodzi magnaci pobierali wykształcenie w domu, co nie oznaczało edukacji gorszej niż szkolna, bowiem kształceniem domowym zajmowali się przeważnie wybitni pedagodzy (np. Stanisław Konarski i jego brat Ignacy). Uzupełnienie edukacji magnackiej stanowiły podróże zagraniczne, które ułatwiały naukę języków obcych, uzyskanie ogłady dworskiej i towarzyskiej.

## Życie polityczne
Przedstawiciele rodów magnackich już z racji samego urodzenia predestynowani byli do otrzymywania od monarchy odpowiednich urzędów i starostw, jako ludzie z reguły bardzo majętni nie musieli traktować obejmowanych funkcji jako pracy zawodowej. Mogli żyć dostatnio bez angażowania się w działania publiczne. Gdy je podejmowali to nie czynili tego dla korzyści materialnych, ale przede wszystkim w celu służenia Rzeczypospolitej.
Za Zygmunta I Starego senatorowie wyznaczali jednego spośród dwóch posłów na sejm walny, wybieranych na większości z sejmików. Wkrótce jednak w wyniku ruchu egzekucyjnego utracili swoją uprzywilejowaną pozycję na rzecz izby poselskiej.
Magnateria uzyskała przewagę w życiu politycznym Rzeczypospolitej w XVII i XVIII wieku. Jej potęga militarna i polityczna sprawia, że niejednokrotnie próbuje prowadzić własną politykę zagraniczną. W 1604 rody Mniszchów i Wiśniowieckich popierają Dymitra Samozwańca I i rozpoczynają własną interwencję zbrojną, w pogrążonej w wielkiej smucie Rosji. Samuel Korecki i Michał Wiśniowiecki w latach 1606–1616 na własną rękę podejmują wyprawę do Mołdawii. W 1655, w czasie potopu szwedzkiego, Radziwiłłowie podejmują próbę utworzenia własnego księstwa udzielnego pod protektoratem Szwecji.
W obliczu zaniku zdolności egzekucyjnych władzy centralnej w XVIII wieku, przejawiającym się w zrywaniu sejmów i zawiązywaniu licznych konfederacji antykrólewskich, realna władza spoczęła na kontrolowanych przez magnaterię sejmikach ziemskich. Magnaci, przywódcy partii politycznych na sejmikach pojawiali się sporadycznie, kontrolowali je nie wyjeżdżając ze swoich rezydencji. Magnateria najbardziej zainteresowana była przebiegiem sejmików w trakcie bezkrólewia, wtedy też najczęściej stawiała się na zjazdach. Mniej ważnymi sejmikami magnaci sterowali przez oddanych sobie klientów. Poszczególne rody magnackie wytworzyły własny system klienteli szlacheckiej, za pośrednictwem której wybierały własnych kandydatów do sejmu, deputatów Trybunału Koronnego i Trybunału Głównego Wielkiego Księstwa Litewskiego, kontrolowały sejmiki i sądy ziemskie. Wszystko to gwarantowało magnaterii przemożny wpływ na życie polityczne kraju. Rywalizacja pomiędzy poszczególnymi rodami magnackimi obejmowała wszystkie szczeble administracji Rzeczypospolitej, nie wyłączając wybieranego w wolnej elekcji króla. W 1700 opozycja wobec kumulującego na Litwie większość urzędów senatorskich rodu Sapiehów doprowadziła do wybuchu wojny domowej.
Po 1764 następuje wyraźna koncentracja wpływów politycznych przez kilka rodów magnackich. Niektórym z nich: Lubomirskim, Massalskim, Ossolińskim, Poniatowskim, Ponińskim, Radziwiłłom, Sapiehom i Sułkowskim przyznano tytuły książęce, co podważyło równość szlachecką.
Nieliczny był udział senatorów-przedstawicieli magnaterii w sejmie grodzieńskim 1793 roku, nie było na nim posłów z rodzin magnackich. Ich nieobecność łączono z niechęcią do uczestnictwa w dziele II rozbioru.

## Życie kulturalne
Magnateria najwcześniej odeszła od sarmackiego modelu myślenia o sprawach państwa. Odejście to charakteryzował krytycyzm magnaterii wobec ustroju Rzeczypospolitej i jej aktywność intelektualna, mająca ujście w pisarstwie historyczno-politycznym.
Dwory magnackie były prężnymi ośrodkami kultury w Rzeczypospolitej, sprawującymi mecenat artystyczny o zasięgu ogólnokrajowym. Magnatów stać było na sprowadzenie wybitnych artystów i rzemieślników zachodnioeuropejskich do realizacji swoich założeń urbanistycznych, architektonicznych, rzeźbiarskich i malarskich. Od XVIII wieku powstają w dobrach magnackich teatry dworskie. Często sami magnaci parają się nauką i sztuką, czego przykładem jest m.in. poeta Łukasz Opaliński młodszy, pisarze marszałek wielki koronny Stanisław Herakliusz Lubomirski i hetman wielki koronny Wacław Piotr Rzewuski, historyk Józef Aleksander Jabłonowski, kompozytor Michał Kleofas Ogiński.

## Gospodarka
Swoje dochody magnateria czerpała z posiadanej przez nią ziemi. Wpływami były pieniądze uzyskiwane z dzierżaw, ze sprzedaży zboża, surowców i przetworów leśnych, bydła oraz ryb, z propinacji oraz operacji finansowych. Magnaci kumulowali w swoich rękach wiele królewszczyzn tzw. starostw niegrodowych, wydzierżawianych przez króla po niskich cenach jako nagrody za ich usługi wobec państwa lub monarchy.
Magnateria polska była właścicielem rozległych latyfundiów, gdzie prowadziła przeważnie gospodarkę rolno-hodowlaną. Niekiedy w skład domen magnackich wchodziły też kopalnie soli i rud metali. Od XVIII wieku w latyfundiach magnackich często powstają manufaktury. Ukrytą formą wynagradzania klientelizmu szlachty były przyznawane jej przez magnaterię dogodne czynsze dzierżawne, niekiedy rozdawnictwo wyrobów swoich manufaktur (farfury – wyroby fajansowe, pasy kontuszowe itp.). Postępuje stała rozbudowa struktur administracyjnych dóbr magnackich. Powoływani są nowi urzędnicy, zajmujący się zarządzaniem rozległych latyfundiów, tacy jak komisarze dóbr, komisarze generalni, szyprowie generalni itp.
Franciszek Salezy Potocki posiadał 70 miast i około 700 wsi, oprócz tego posiadał 7 starostw i dzierżaw, liczących kilkadziesiąt miast i wsi, przynoszących mu w 1771 roku 200 000 złotych polskich rocznego dochodu. Karol Stanisław Radziwiłł Panie Kochanku miał 5 mln złotych polskich dochodu, posiadał w królewszczyznach 16 miast, 583 wsi, 25 wójtostw i wiele własnych dóbr dziedzicznych. W 1764 roku miał 6000 żołnierzy wojsk prywatnych. Dobra Stanisława Szczęsnego Potockiego na Ukrainie wraz ze starostwami liczyły 3 mln mórg, w tym przeszło milion mórg ziemi ornej i zawierały 130 000 osadników pańszczyźnianych. Potocki posiadał dochód 3 mln złotych polskich a jego dwór liczniejszy był od dworu królewskiego, bo liczył 400 dworzan i służby.
Podskarbi wielki litewski Jan Michał Sołłohub był właścicielem licznych dóbr na dzisiejszej Litwie i Białorusi m.in. hrabstwa Turowskiego, hrabstwa Iwienieckiego czy hrabstwa Hory-Horskiego. Dochody z samego podskarbiostwa przynosiły mu 1 028 666 złoty polskich rocznie, z czego był zobligowany wpłacać 200 tysięcy do skarbu państwa. W 1744 roku jego intrata sięgała ponad 1 mln. złotych polskich rocznie. Imienny wnuk Jan Michał Sołłohub (1747–1812) przy władaniu mniejszą ilością latyfundium swego przodka, miał w swych dobrach 80 000 chłopów pańszczyźnianych. O zasobach finansowych Sołłohuba świadczy fakt starania się na przełomie 1747-48 o kupno dużych dóbr szkłowskich od Augusta Czartoryskiego za kwotę 22 000 000 mln złotych polskich.
Generał ziem podolskich Adam Kazimierz Czartoryski, odziedziczył po matce podobne bogactwa. Podróżował zazwyczaj z orszakiem szlachty w strojach tatarskich i m.in. z 14 wielbłądami. W 1791 roku dochody Franciszka Ksawerego Branickiego szacowano na 774 995 złotych polskich. Ordynacja Zamoyskich przynosiła 400 000 złotych polskich intraty. Michał Kleofas Ogiński posiadał fortunę wartości 20 mln złotych polskich.
Żydzi trzymali w dzierżawie różne rodzaje dóbr ziemskich: klucze latyfundiów magnackich i starostwa, a także poszczególne wsie oraz folwarki szlacheckie i królewskie, jak i wójtostwa. Właściciele i administratorzy dóbr nie zważali na zakaz zabraniający dzierżawienia majętności wiejskich przez Żydów. Zakaz ten, podobnie jak szereg innych wydanych dla Żydów restrykcji, nie był po prostu realizowany w praktyce.

## Rezydencje magnackie XVI-XVIII wieku
Ważniejsze rezydencje magnackie w XVII-XVIII wieku to: Birże, Kiejdany, Nieśwież, Słuck, Kleck, Słonim, Białystok, Sieraków, Leszno, Rydzyna, Gołuchów, Bieżuń, Jabłonna, Siedlce, Nieborów, Otwock, Wołczyn, Biała, Kodeń, Puławy, Białaczów, Końskie, Ujazd, Opole, Rytwiany, Baranów, Zamość, Krystynopol, Łańcut, Różana, Przeworsk, Żółkiew, Wiśnicz, Rzeszów, Dukla, Krasiczyn, Stanisławów, Złoczów, Brody, Podhorce, Wiśniowiec, Ołyka, Korzec, Ostróg, Zasław, Buczacz, Zbaraż, Biała Cerkiew, Sieniawa, Granitowa, Korsuń i Tulczyn.

## Zabory
Władze Imperium Rosyjskiego dokonały sekwestru położonych na Litwie majątków magnatów, skazanych za udział lub sprzyjanie powstaniu kościuszkowskiemu, a następnie rozdały je dygnitarzom carskim. Represje objęły m.in.: Adama Kazimierza Czartoryskiego, Michała Kleofasa Ogińskiego, Aleksandra Pocieja, Ignacego Potockiego, Dominika Radziwiłła, Alojzego Sulistrowskiego, Antoniego i Ignacego Tyzenhauzów, księcia Józefa Poniatowskiego. Niektóre z dóbr udało się ich właścicielom lub rodzinom odzyskać po długich staraniach.
W wyniku rozbiorów dobra magnackie znalazły się w trzech państwach zaborczych. Magnaci utracili znaczenie polityczne, choć część służyła zaborcom, ale nadal posiadali ogromne majątki. Rodziny magnackie położyły zasługi w zachowaniu i utrwaleniu dziedzictwa kulturalnego rozebranego państwa polskiego. W Puławach i Krakowie Czartoryscy zgromadzili zbiory muzealne, dające początek Muzeum Książąt Czartoryskich w Krakowie. W 1817 we Lwowie Józef Maksymilian Ossoliński założył Zakład Narodowy im. Ossolińskich. W Kórniku Tytus Działyński założył bibliotekę. Magnaci biorą także udział w życiu społecznym. Inicjatorem powołania Towarzystwa Rolniczego w Królestwie Polskim był hrabia Andrzej Zamoyski. Przedstawiciele wielkich rodów ziemiańskich powoływani byli do rad nadzorczych wielkich spółek akcyjnych, jednak udział ich kapitałów w przemyśle, górnictwie i handlu był ograniczony.